# Mastomys coucha
Mastomys coucha és una espècie de mamífer rosegador de la família dels múrids. Viu a altituds d'entre 0 i 1.600 msnm a Angola, Botswana, Lesotho, Moçambic, Namíbia, Sud-àfrica i Zimbàbue. Els seus hàbitats naturals són els semideserts, els matollars, els herbassars, les sabanes i els camps de conreu. És una espècie en risc mínim, és a dir, no sembla que hi hagi cap amenaça significativa per a la seva supervivència.